# Roberto Torres Morales
Roberto Torres Morales (Pamplona, 7 de março de 1989) é um futebolista profissional espanhol que atua como meia.

## Carreira
Roberto Torres Morales começou a carreira no CA Osasuna.